# Antal Szalay
Antal Szalay (* 3. März oder 12. März 1912 in Újpest, Budapest; † 10. Mai 1959 oder 1960 in Australien) war ein ungarischer Fußballspieler und -trainer, der in den 1930er Jahren mit dem Újpest FC vier Meistertitel und den Mitropacup gewann und mit der ungarischen Nationalmannschaft 1938 Vizeweltmeister wurde. 

## Vereinskarriere
Szalay kam in der Saison 1930/31 zu seinen ersten Einsätze in der Kampfmannschaft von Újpest in der höchsten ungarischen Spielklasse. Zwar brachte er es in diesem Jahr nur auf vier Spiele in der Meisterschaft, holte aber damit auch gleichzeitig seinen ersten Meistertitel. Danach konnte er auf der Position des rechten Läufers den ungarischen Nationalspieler Ferenc Borsányi aus der Mannschaft verdrängen und als die Violetten 1933 ihren nächsten Meistertitel feiern konnten, war er längst zum Stammspieler geworden.
Zu Szalays Stärken zählten sein Stellungsspiel, ebenso wie seine technischen Fähigkeiten und sein Passspiel. An der Seite von György Szűcs gehörte er in den 1930er Jahren zu festen Stamm der Mannschaft aus dem IV. Bezirk Budapests. 1935 konnte das Team, zu dem auch László Sternberg und Stefan Auer gehörten, einen weiteren Titel gewinnen und Szalay wurde am Ende der Saison zum Spieler des Jahres gewählt. Nach zweiten und dritten Plätzen in den Folgejahren gelang 1939 schließlich nochmals, die Saison an der Tabellenspitze zu beenden. Dadurch war die Mannschaft auch für den Mitropacup startberechtigt, wo sie durch Siege über den AS Ambrosiana Inter und den Beogradski SK das Finale gegen den Stadtrivalen Ferencváros erreichte und dort mit einem Gesamtscore von 6:3 erfolgreich blieb.
1940 verließ Szalay seinen Stammverein und beendete seine Karriere beim Ganz TE.

## Nationalmannschaft
Im September 1933 trug Szalay erstmals die Dress der ungarischen Nationalmannschaft, als er gemeinsam mit György Sárosi und Gyula Lázár die Läuferreihe bei einem 3:0 gegen die Schweiz bildete. Ab diesem Zeitpunkt nahm er die halbrechte Position regelmäßig ein und gehörte auch jener Mannschaft an, die 1934 die Engländer in Budapest mit 2:1 schlugen. Auch bei der Weltmeisterschaft 1934 gehörte er zum Aufgebot, musste dort aber István Palotás den Platz auf der rechten Seite überlassen und kam nur bei der Viertelfinalniederlage gegen Österreich als linker Läufer zum Einsatz.
Zwar konnte sich Szalay nach der Weltmeisterschaft für rund ein Jahr den Platz zurückerobern, in den folgenden Jahren setzten die Ungarn jedoch eine Reihe unterschiedlicher Spieler auf der Rechtsposition ein, ohne dass sich einer einen Stammplatz sichern konnte. Nachdem beim Qualifikationsspiel für die Weltmeisterschaft 1938 gegen Griechenland der linke Läufer Lázár auf dieser Position zum Einsatz gekommen war, startete er auch im ersten Spiel des Endturniers an der rechten Seite. Danach entschloss sich die Mannschaftsführung aber, wieder Szalay einzusetzen und Lázár auf die linke Seite zurückzubeordern. Szalay spielte in sämtlichen weiteren Spielen der Weltmeisterschaft, einschließlich der Finalniederlage gegen Italien.
Nach der Weltmeisterschaft kam er nur mehr zu zwei weiteren Länderspielen und beendete seine internationale Karriere im August 1939 gegen Polen nach insgesamt 24 Einsätzen.

## Trainerkarriere
Nach Ende des Zweiten Weltkriegs begann Szalay seine Trainerlaufbahn in Rumänien, wo er den ITA Arad und den FC Craiova betreute. Danach war er in Italien für die US Carrarese und Pro Patria Calcio tätig. Nach einer Betreuertätigkeit in Luxemburg übernahm er noch den Verein St. George Budapest im australischen Sydney.

## Erfolge
- Vizeweltmeister: 1938
- Mitropapokalsieger: 1939
- Ungarischer Meister: 1930/31, 1932/33, 1934/35, 1938/39
- 24 Spiele für die ungarische Fußballnationalmannschaft: 1933–1939